# Kester Peaks
Die Kester Peaks sind eine Gruppe drei hintereinander angeordneter Berge im westantarktischen Queen Elizabeth Land. Sie ragen 8 km südlich des Mount Malville auf der Ostseite der Forrestal Range in den Pensacola Mountains auf.
Der United States Geological Survey kartierte sie anhand eigener Vermessungen und Luftaufnahmen der United States Navy aus den Jahren von 1956 bis 1966. Das Advisory Committee on Antarctic Names benannte sie 1968 nach Larry T. Kester, Luftbildfotograf der Flugstaffel VX-6 bei der Operation Deep Freeze des Jahres 1964.